# Діон (частка)
Діон — гіпотетична елементарна частинка, що представляє собою електрично заряджений магнітний монополь. Діони є розв'язками рівнянь неабелевих калібрувальних теорій. Висунув ідею діонів як фундаментальних складових частин адронів і придумав сам термін «діон» Джуліан Швінгер 1969 року. Однак гіпотеза діонів як складових частин адронів не пояснює електричні та магнітні дипольні моменти адронів.